# The Winter Lake
The Winter Lake (bra: O Segredo do Lago) é um filme dirigido por Phil Sheerin e lançado em 2020 no Galway Film Fleadh. No Brasil, foi lançado pela Elite Filmes em 8 de julho de 2021 no Cinema Virtual.

## Sinopse
Após se mudarem do Reino Unido para a antiga casa de fazenda da família na zona rural da Irlanda com esperança de uma vida melhor, uma mãe e seu filho tem seu planos arruinados conforme eles conhecem seus novos vizinhos.

## Elenco
- Anson Boon: Tom
- Emma Mackey: Holly
- Charlie Murphy: Elaine
- Michael McElhatton: Ward

## Recepção
No agregador de críticas dos Estados Unidos, o Rotten Tomatoes, na pontuação onde a equipe do site categoriza as opiniões da  grande mídia e da mídia independente apenas como positivas ou negativas, o filme tem um índice de aprovação de 71% calculado com base em 21 comentários dos críticos. Por comparação, com as mesmas opiniões sendo calculadas usando uma média aritmética ponderada, a nota alcançada é 5,90/10.
Na RTÉ (Irlanda), Harry Guerin avaliou com 3,5/5 estrelas dizendo que "para um filme ambientado nessas localidades, o ritmo é bastante rápido. Sheerin tem talento para a tensão." No jornal britânico The Guardian, Steve Rose pontuou com 2/3 estrelas dizendo que "há promessa aqui, mas também talvez alguma incerteza: em última análise, ele fica entre os bancos do drama rural realista e o horror total."